# Axiomele lui Birkhoff
În 1932, G. D. Birkhoff a creat un set de patru axiome ale geometriei euclidiene în plan, denumite deseori ca axiomele lui Birkhoff. Aceste axiome se bazează pe o geometrie de bază, care poate fi confirmată experimental cu o riglă Vernier și un raportor. Întrucât axiomele se bazează pe numerele reale, abordarea este similară cu o introducere bazată pe model în geometria euclidiană. Este o simplificare a sistemului axiomatic hilbertian.
Sistemul axiomelor lui Birkhoff a fost utilizat în manualul de învățământ secundar scris de Birkhoff și Beatley. Aceste axiome au fost, de asemenea, modificate de School Mathematics Study Group pentru a oferi un nou standard pentru predarea geometriei în liceele din SUA, cunoscut sub numele de axiomele SMSG. Câteva alte manuale despre bazele geometriei folosesc variante ale axiomelor lui Birkhoff.
În România, axiomele lui Birkhoff sunt baza modului de predare a geometriei plane din clasa a VI-a.

## Axiomele
Distanța dintre două puncte A și B este notată cu d(A, B), iar unghiul format din trei puncte A, B, C este notat cu ∠ ABC. 
Axioma I: Axioma măsurii unei drepte Mulțimea de puncte {A, B, ...} aflată pe orice dreaptă poate fi pusă într-o corespondență 1:1 cu numerele reale {a, b, ...} astfel încât |b − a| = d(A, B) pentru orice puncte A și B. 
Axioma II: Axioma punct-dreaptă. Există o singură dreaptă 𝒹 care conține oricare două puncte distincte P și Q. 
Axioma III: Axioma măsurii unghiului. Mulțimea de raze {ℓ, m, n, ...} care trec prin oricare punct O pot fi puse în corespondență 1:1 cu numerele reale a (mod 2π), astfel încât dacă A și B sunt puncte (diferite de O) de pe ℓ, respectiv m,  diferența am − aℓ (mod 2π) a numerelor asociate dreptelor ℓ și m este ∠ AOB. Mai mult, dacă punctul B de pe m variază continuu într-o dreaptă r care nu conține vârful O, numărul am variază continuu și el. 
Axioma IV: Axioma asemănării. Fiind date două triunghiuri ABC și A'B'C'  și o constantă k > 0, astfel încât d(A', B' ) = kd(A, B), d(A', C' ) = kd(A, C) și ∠ B'A'C'  = ±∠ BAC, atunci d(B', C' ) = kd(B, C), ∠ C'B'A'  = ±∠ CBA și ∠ A'C'B'  = ±∠ ACB .